# Helmut Kitzler
Helmut Kitzler (* 1946 in Wien) ist ein ehemaliger österreichischer Basketballspieler.

## Laufbahn
Der 1,92 Meter große Helmut Kitzler gewann mit EKE Wien in den Jahren 1967, 1968, 1969 und 1970 die österreichische Staatsmeisterschaft. Nach dem Aus für die Mannschaft im Jahr 1970 wechselte er nach Wels, spielte er von 1970 bis 1975 ebenfalls in der Bundesliga A beim ATSV Mounier Wels und von 1975 bis 1977 beim ABC Wels. Hernach war er 1977/78 Spielertrainer in Mödling, von 1979 bis 1981 dann ausschließlich Trainer des Bundesligisten. In Mödling betätigte er sich bis 1990 auch als Funktionär. 1984 und 1986 sprang er beim UBSC Wien jeweils zeitweilig als Bundesliga-Trainer ein. In der Trainertätigkeit legte er sein Augenmerk auf die Ausbildung von Jugendlichen, war in der Nachwuchsarbeit mehrerer Vereine beschäftigt.
Als Nationalspieler bestritt Kitzler 27 Länderspiele, 1972 nahm er mit der Mannschaft des Österreichischen Basketball-Verbands an der in den Niederlanden veranstalteten Ausscheidungsrunde für die Olympischen Sommerspiele teil.